# Cratere Mariamne
Mariamne è un cratere sulla superficie di 4 Vesta.